# 咸淳
咸淳（1265年—1274年）是宋度宗赵禥的年号。南宋使用这个年号共10年。咸淳十年七月九日宋恭帝即位沿用。

## 改元
- 景定五年——十月二十六日，宋理宗駕崩，宋度宗即位。十二月一日，有詔明年改元咸淳。[2][3]
- 咸淳十年——七月九日，宋度宗駕崩，宋恭宗即位。十月二十二日，有詔明年改元德祐。[4][5]

## 紀年對照表
| 咸淳 | 元年   | 二年   | 三年   | 四年   | 五年   | 六年   | 七年   | 八年   | 九年   | 十年   |
| ---- | ------ | ------ | ------ | ------ | ------ | ------ | ------ | ------ | ------ | ------ |
| 公元 | 1265年 | 1266年 | 1267年 | 1268年 | 1269年 | 1270年 | 1271年 | 1272年 | 1273年 | 1274年 |
| 干支 | 乙丑   | 丙寅   | 丁卯   | 戊辰   | 己巳   | 庚午   | 辛未   | 壬申   | 癸酉   | 甲戌   |

## 同期存在的其他政权年号
- 中國
  - 至元（1264年－1294年）：元朝—元世祖忽必烈之年號
- 越南
  - 紹隆（1258年－1272年）：陳朝—陳聖宗陳晃之年號
  - 寶符（1273年－1278年）：陳朝—陳聖宗陳晃之年號
- 日本
  - 文永（1264年－1275年）：龜山天皇與後宇多天皇年號

## 参看
- 中国年号索引

## 深入閱讀
- 李崇智. . 北京: 中華書局. 2004年12月. ISBN 7101025129.
- 鄧洪波.  (pdf). 臺北: 國立臺灣大學東亞經典與文化研究計劃. 2005年3月  [2021-11-21]. ISBN 9789860005189. （原始内容存档于2007-08-25）.

| 前一年號： 景定 | 南宋年號 | 下一年號： 德祐 |